# 大垣女子短期大学
大垣女子短期大学（日语：／ Ogaki Joshi Tanki Daigaku *）是一所位于日本岐阜县大垣市的私立短期大学。

## 概要

### 简介
- 短期大学为于1969年开办[1]、由学校法人大垣女子短期大学经营。

### 历史
- 1969年 大垣女子短期大学成立并同时设置幼儿教育科第一部[1]。
- 1970年 幼儿教育科第三部成立[1]。
- 1971年 美术科和音乐科成立[1]。
- 1974年 保健科第一部成立[1]。
- 1977年 保健科第三部成立[1]。
- 1987年 保健科改名为牙科衛生科[注 3][1]。
- 1990年 美术科改名为设计美术科[注 2][1]。
- 1991年 国际教养科成立[1]。
- 2000年 今年7月28日国际教养科和牙科卫生科第三部停办[2]。
- 2001年 牙科卫生科[注 3]第一部改名为牙科卫生科[注 3]。
- 2003年 牙科卫生科[注 3]入学生的修业年限变更从二年到三年。
- 2004年 音乐科改名为音乐综合科[2]。
- 2005年 今年4月6日幼儿教育科第三部停办[2]。
- 2007年 幼儿教育科入学生的修业年限变更从二年到三年[1]。
- 2013年 护理学科成立[1]。

### 宪章
- 请参看大垣女子短期大学的标志 （页面存档备份，存于） （日語） 2013年11月22日阅览。

## 学校环境
- 校区：在岐阜县大垣市

## 历任校长
- 中野効四郎：第一代短期大学校长[3]
- 中野哲：现在短期大学校长[4]

## 著名人和有关人员
- 藤子不二雄Ⓐ：本短期大学访问学人

## 組織

### 学科
- 幼儿教育科
  - 第一部
  - 第三部[注 1]
- 设计美术科[注 2]
- 音乐综合科
- 牙科卫生科[注 3]
  - 第一部
  - 第三部[注 4]
- 国际教养科[注 5]
- 护理学科

### 专科
| - 没有 |

### 业余课程
| - 没有 |

## 相关链接
- 日本短期大学列表